# Canadian Open
Il Canadian Open, noto anche come National Bank Open e in passato Rogers Cup per ragioni di sponsorizzazione, è un torneo di tennis maschile e femminile. Il torneo maschile appartiene alla categoria Masters 1000, ovvero la categoria più importante dopo i quattro tornei del Grande Slam e le ATP Finals, così come quello femminile che appartiene alla categoria WTA 1000. La competizione si svolge annualmente nel mese di agosto nelle città di Toronto e Montréal, che si alternano ogni anno nell'ospitare il torneo maschile e femminile. Il campo principale di Montréal è quello dello Stade IGA e a Toronto è il Sobeys Stadium.

## Storia

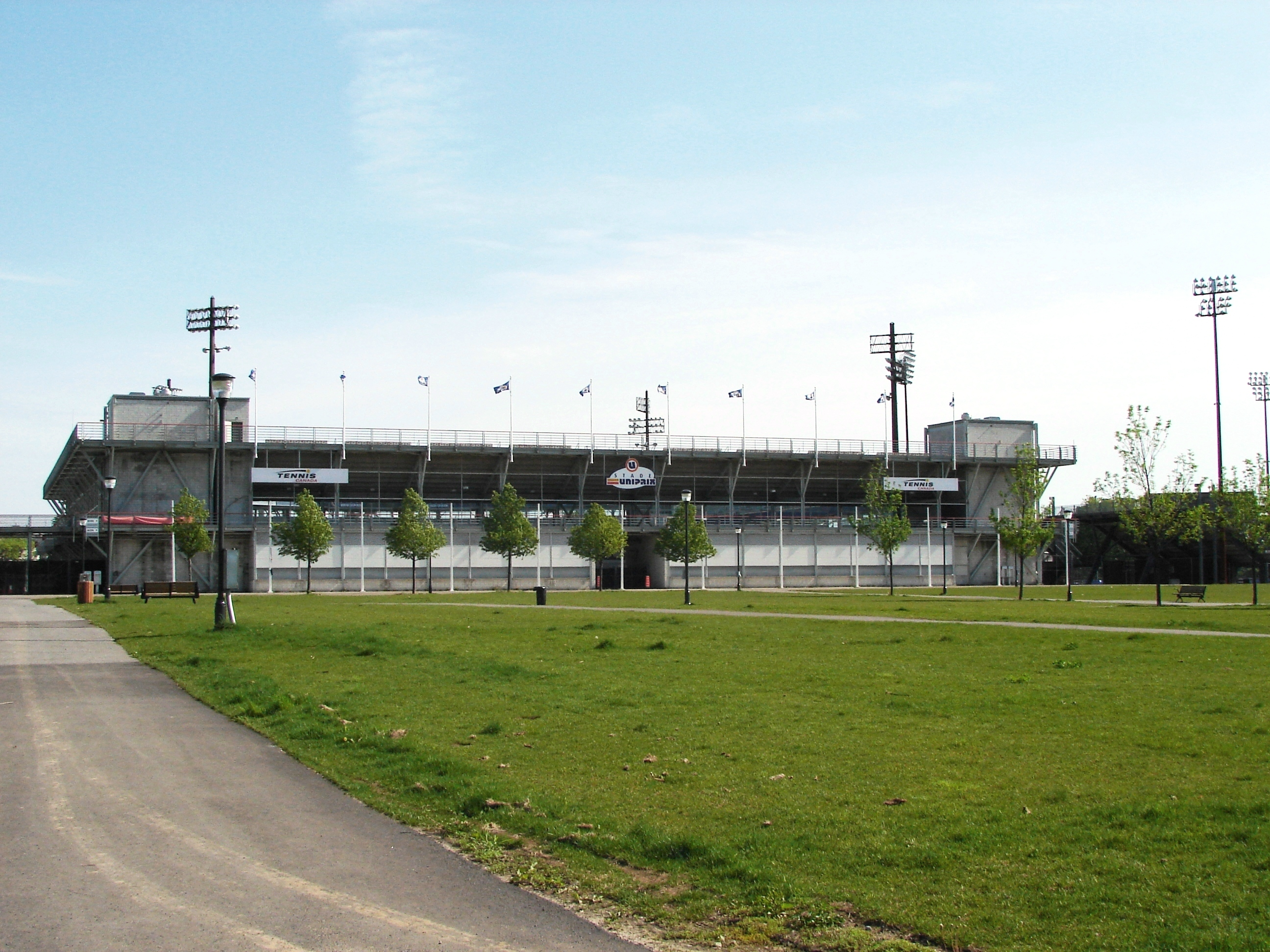
Lo Stade IGA

L'evento è uno dei più longevi nella storia del tennis, nato appena dopo il Torneo di Wimbledon e gli US Open. Il torneo maschile si svolse per la prima volta nel 1881 al Toronto Lawn Tennis Club, mentre quello femminile si disputò per la 1ª volta nel 1892.
Il torneo è stato sponsorizzato da diverse aziende nel corso della sua storia, soprattutto da quelle legate all'industria del tabacco. Negli anni settanta fu sponsorizzato dalla Rothmans International seguita poi negli anni ottanta dalla Player's Limited e dal 1997 al 2000 dalla Du Maurier. In seguito la sponsorizzazione legata alle sigarette venne abolita e nel 2005 la Rogers, holding delle telecomunicazioni canadese che già sponsorizzava il torneo femminile dal 2001, assunse il ruolo di sponsor ufficiale.
Fino al 2019 negli anni dispari gli uomini giocavano a Montréal e le donne andavano in scena a Toronto, mentre negli anni pari gli uomini giocavano a Toronto e le donne a Montréal. Nel 2020 il torneo non fu disputato a causa della pandemia di COVID-19, e quell'anno fu annunciato che dal 2021 l'alternanza sarebbe variata, con il torneo femminile a Montréal e il maschile a Toronto negli anni dispari, e con il femminile a Toronto e il maschile a Montréal negli anni pari.
Dopo essere stato per anni uno sponsor secondario, nel 2021 la National Bank of Canada è diventata lo sponsor principale e dà il nome al torneo, mentre Rogers è diventato uno sponsor secondario.
Con l'edizione 2025 sono state introdotte due importanti novità , i tabelloni di singolare per entrambi gli eventi sono aumentati da 56 a 96 giocatori/giocatrici e si gioca nell'arco di due settimane, anziché di una come in precedenza.
Lendl è il giocatore che ha vinto il maggior numero di edizioni, con i sei successi nel 1980, 1981, 1983, 1987, 1988 e nel 1989.

## Nome del torneo

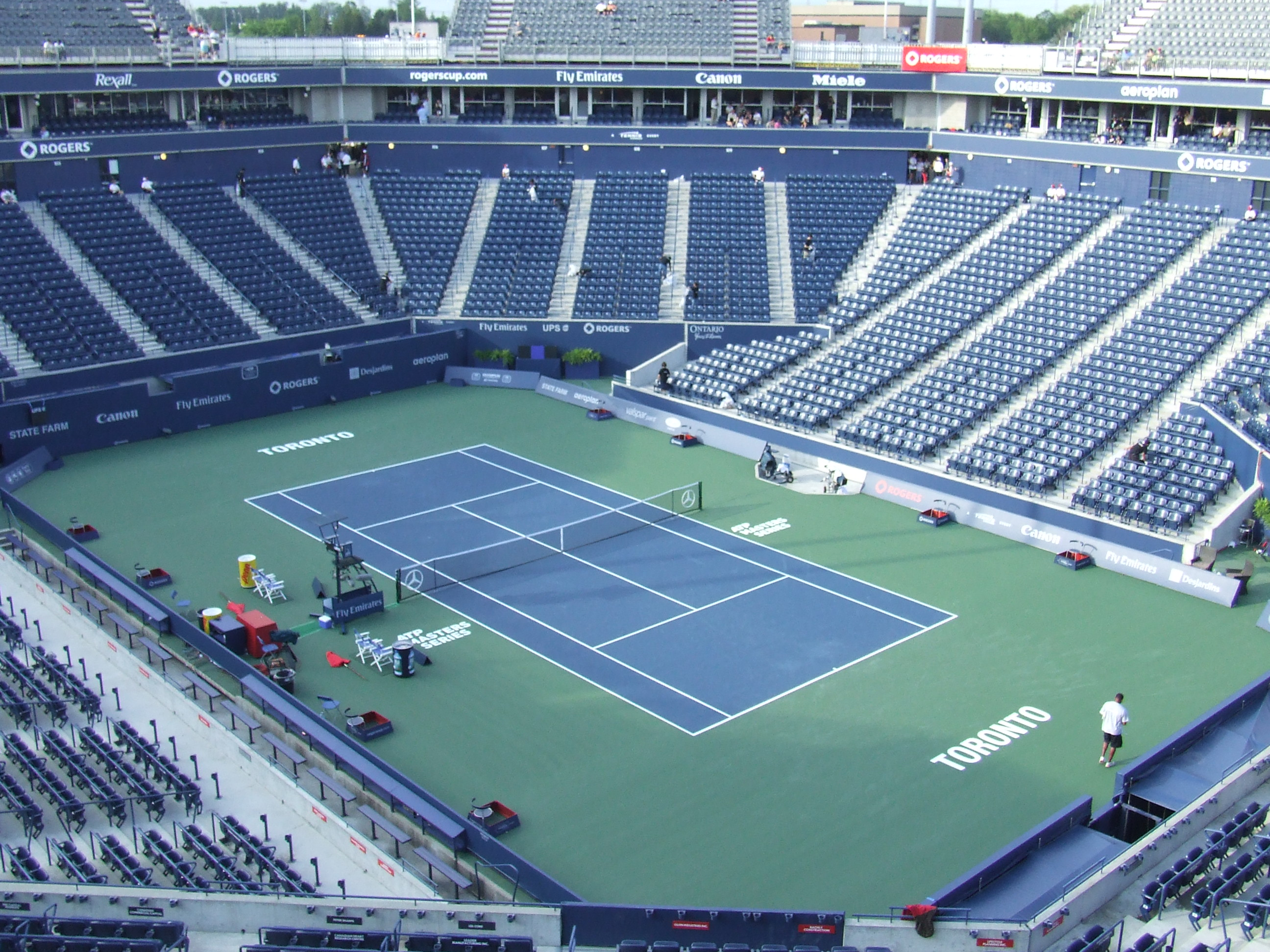
Il Sobeys Stadium

| Anni      | Torneo maschile                                                                                         | Torneo femminile       |
| --------- | --- | ---------------------- |
| 1881-1967 | Canadian Championships                                                                                  | Canadian Championships |
| 1968-1996 | Canadian Open (negli anni settanta, Rothmans Canadian Open, negli anni ottanta, Player's International) | Canadian Open          |
| 1997-2000 | du Maurier Open                                                                                         | du Maurier Open        |
| 2001-2004 | Canada Masters                                                                                          | Rogers AT&T Cup        |
| 2005-2019 | Rogers Cup                                                                                              | Rogers Cup             |
| 2021–oggi | National Bank Open                                                                                      | National Bank Open     |

## Albo d'oro
- Canadian Open (singolare maschile)
- Canadian Open (singolare femminile)
- Canadian Open (doppio maschile)
- Canadian Open (doppio femminile)